# Bibliothek Virgilio Barco
Die Biblioteca Pública Virgilio Barco ist eine Bibliothek im Westen von Bogotá. Sie wurde von dem Architekten Rogelio Salmona als Teil des Simon Bolivar Parks entworfen. Sie hat eine Fläche von 14 Hektar. Am 21. Dezember 2001 wurde sie eingeweiht und verdankt ihren Namen dem ehemaligen kolumbianischen Präsidenten Virgilio Barco Vargas.

## Architektur

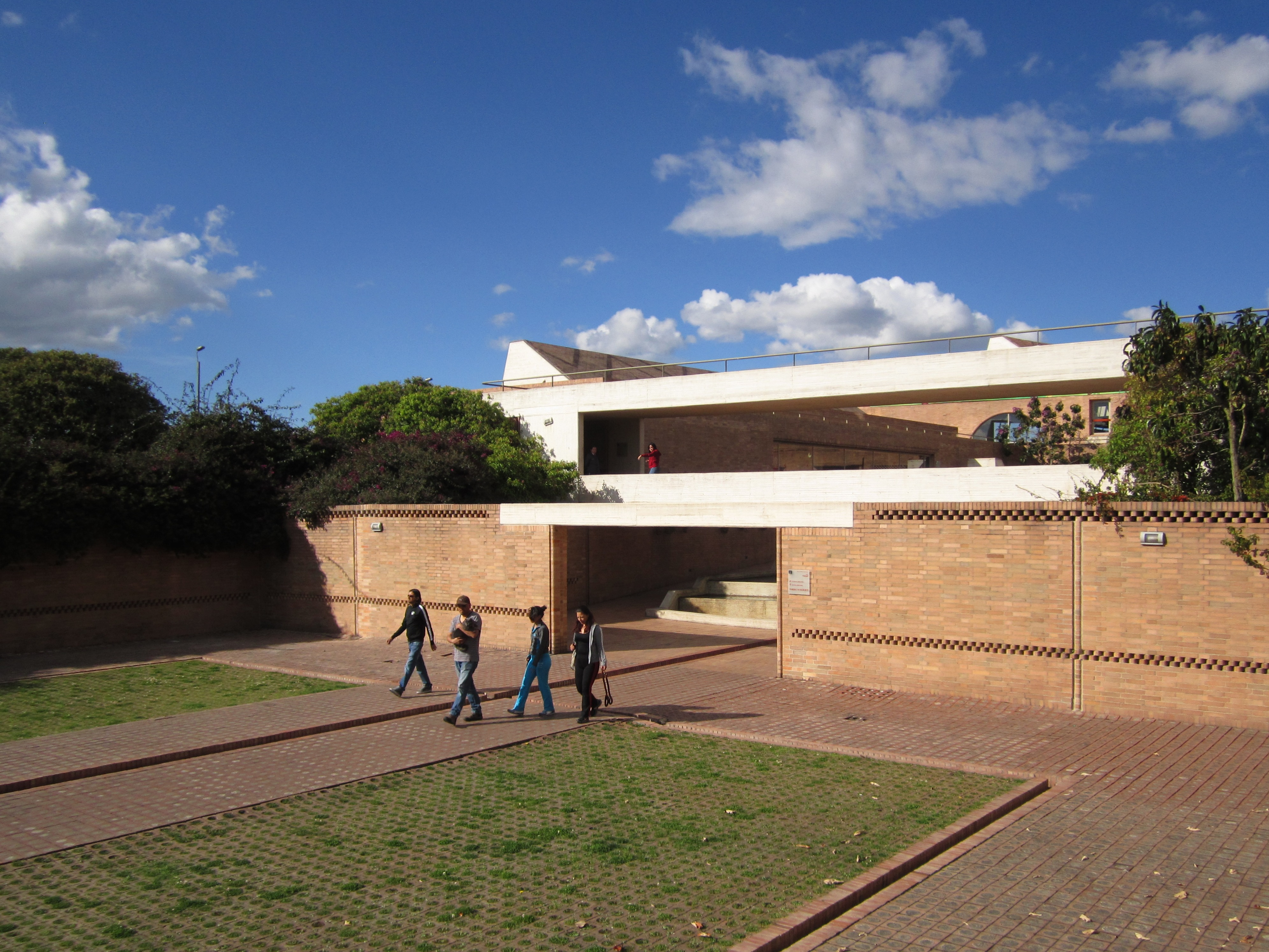
Eingang der Bibliothek

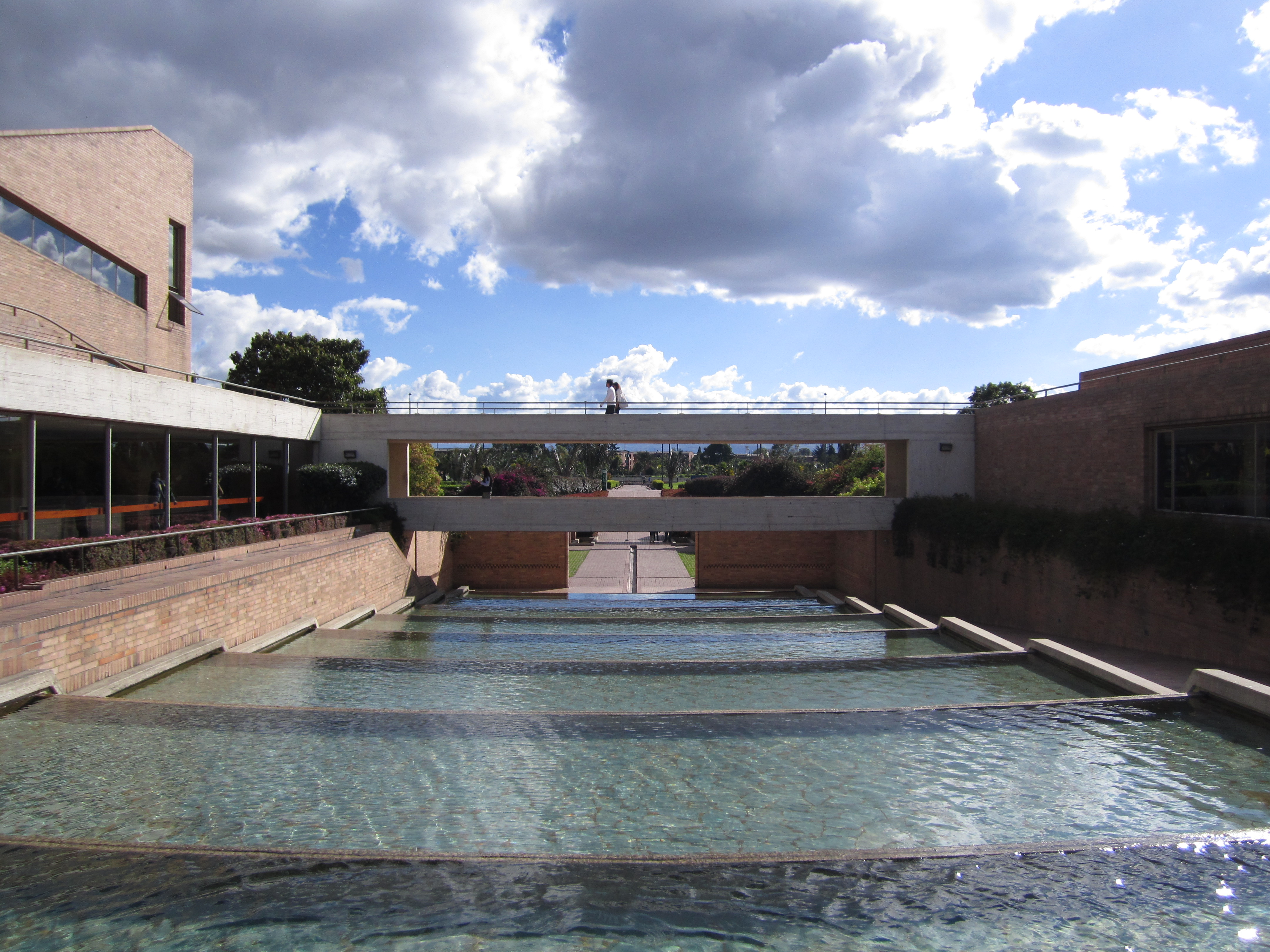
Brunnen am Haupteingang

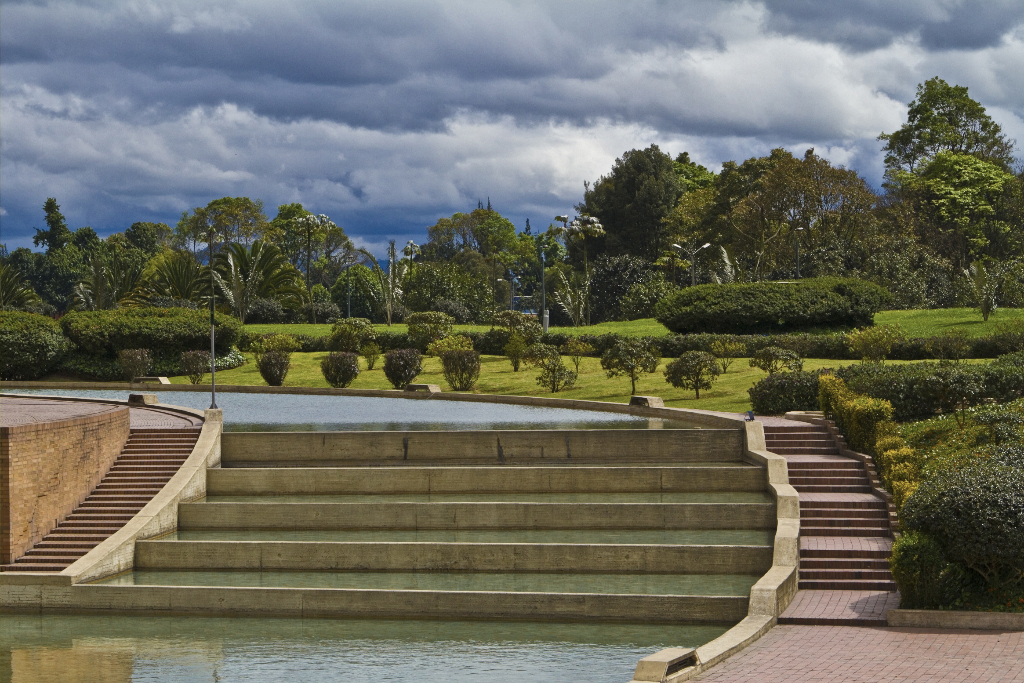
Brunnen auf der Rückseite der Bibliothek

Das Bibliotheksgebäude wurde von Rogelio Salmona entworfen, der unter anderem auch die Torres del Parque, das Nationale Generalarchiv, das Haus von Gabriel García Márquez in Cartagena und das Postgraduiertengebäude für Humanwissenschaften der kolumbianischen Nationaluniversität entworfen hat.
Bei der Konstruktion berücksichtigte er, dass sich das Gebäude und der öffentliche Raum gegenseitig bedingen und eine Reihe von geografischen, landschaftlichen, historischen sowie erfahrungsbezogenen Werten bilden.
Der Entwurf sah ein rundes, dreistöckiges Gebäude vor. Von außen wirkt es jedoch eher wie ein Flachbau, das sich geschmeidig in die östlichen Hügel von Bogotá einfügt.
Ein System von internen und externen Rampen mit leichten Steigungen ermöglicht somit die Erreichbarkeit der verschiedenen Räume und führt nach außen, um einen behindertengerechten Weg über miteinander verbundene Terrassen zu bieten, von denen aus man einen Panoramablick auf die Stadt hat.
Die Decken sind mit Keramikfliesen bedeckt, die an die Amphoren der präkolumbianischen Quimbaya-Kultur erinnern.
Das Budget betrug 16.000 Millionen Pesos für eine Gesamtfläche von 38.816 m² und eine bebaute Fläche von 16.000 m². Sie verfügt über 150.000 Bände, darunter Bücher, Tablets, digitale Bücher und audiovisuelles Material. Die angenehmen Räumlichkeiten und das vielfältige und innovative Programm wecken bei Kindern, Jugendlichen, Erwachsenen und Senioren ein besonderes Interesse am Lesen, Schreiben und an künstlerischen Darbietungen.

## Räume
Der allgemeine Lesesaal bietet Informationen zu allen Wissensgebieten, die nach der Dewey-Klassifikation geordnet sind. Er verfügt über 640 Leseplätze.
Das Kinder- und Jugendzimmer soll Kinder zum Lesen und Forschen anregen und durch die verschiedenen Sammlungen und Angebote die Integration der Familie und die Lesegewohnheiten fördern. Es gibt einen Lesesaal für Babys und eine Spielbibliothek für Kinder von 0 bis 12 Jahren mit 20 Leseplätzen.
Der Bogota-Saal ist ein Raum, der dank seiner spezialisierten Sammlung über Bogotá und Cundinamarca die Entwicklung der bürgerlichen Kultur fördert. Das bibliografische Material steht allen zur Verfügung, die sich über wirtschaftliche, bürgerliche und soziale, historische, städtebauliche, ökologische, politische und gesetzgeberische Fragen der Stadt und ihrer Bezirke informieren möchten.
Die Video- und Audiothek ist auf die Konsultation von Videomaterialien spezialisiert. Mit der Braille-Sammlung verfügt die Bibliothek über Materialien in Blindenschrift und Makrotype. Sie ist mit 29 Arbeitsplätzen ausgestattet.
Zu den Ausleih- und Leihdiensten gehören die Mitgliedschaft, die externe Ausleihe, die Rückgabebox und die Selbstausleihe über den Biblored-Bibliotheksverbund.
Mit den ambulanten Diensten bedient die Bibliothek Bevölkerungsgruppen oder Gemeinschaften, die keinen physischen Zugang zu ihr haben oder einer Minderheit angehören: Behinderte, Inhaftierte, Vertriebene und Bedürftige. Dabei handelt es sich um eine Wanderbücherei mit Koffern oder Kisten, die zwischen 20 und 100 Medien enthalten, die entsprechend dem Informationsbedarf der jeweiligen Einrichtung, die eine Ausleihe beantragt, ausgewählt werden. Jeder Koffer oder jede Kiste verbleibt zwei Monate lang in der Einrichtung.

## Angebote

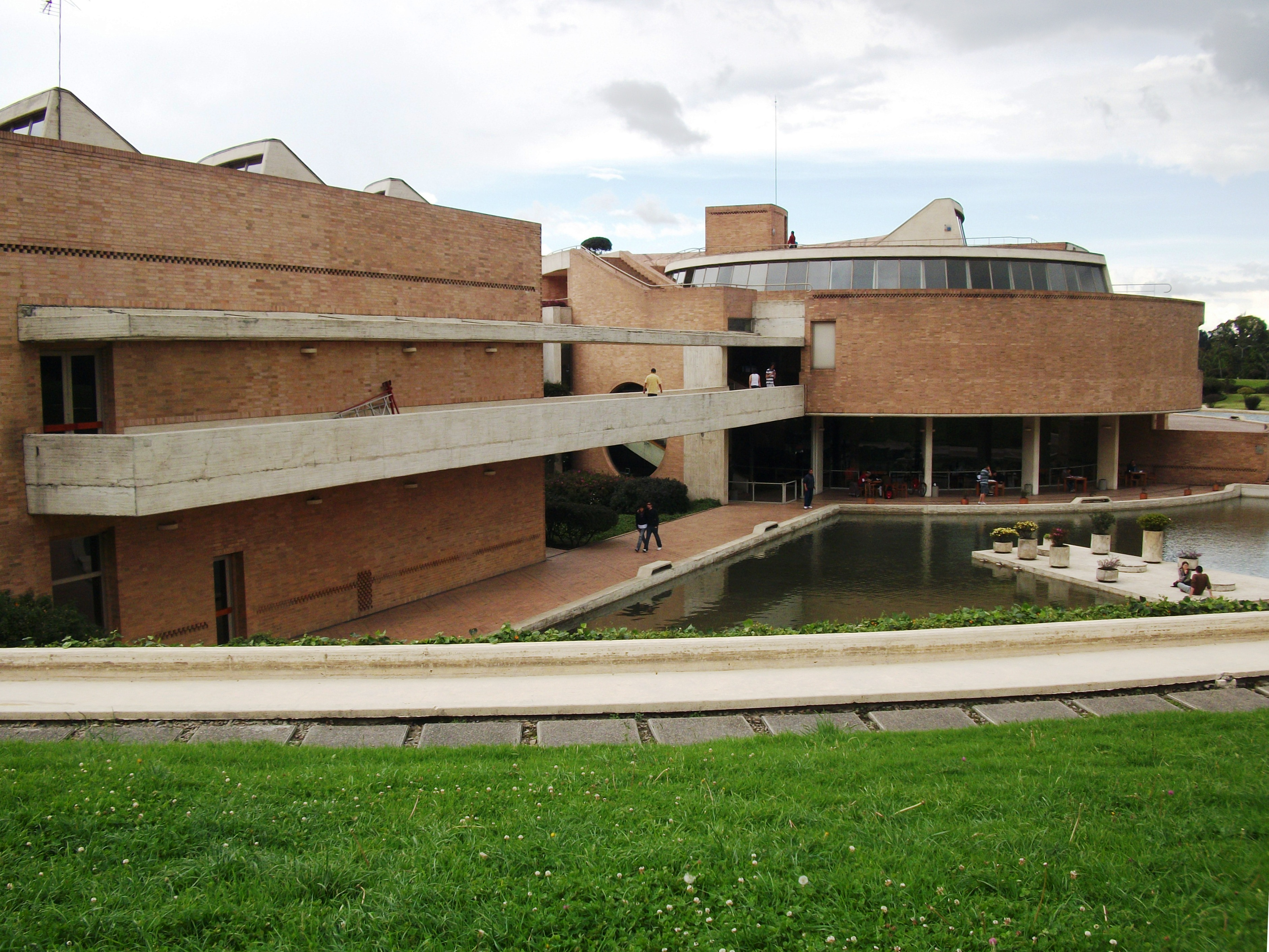
Rückseite

Die Bibliothek verfügt über Benutzerschulungsprogramme, wie z. B. den Club der Freunde der Bibliothek, für eine fortlaufende und systematische Schulung in der Nutzung und Freude an der öffentlichen Bibliothek, die sich an Benutzer unterschiedlichen Alters richtet. Diese Programme zielen auch darauf ab, Gruppen oder Zusammenschlüsse zu bilden, die sich die Bedeutung der Bibliothek zu eigen machen.
Die Literatur- und Schulbibliothek kümmert sich um die Schulen des Bezirks, mit Bausteinen wie Anerkennung der Bibliothek, Zugang zu Referenz- und Dokumentationsmaterial, Leseförderung.
Durch Führungen können die Bürgerinnen und Bürger die Räumlichkeiten, Dienstleistungen, Programme und kulturellen Aktivitäten der Bibliothek kennenlernen, sodass sie diese frei, selbständig und auf eine viel produktivere Weise nutzen können.

### Lese- und Schreibförderung
- Literaturcafé: Diese Art von Aktivität ermöglicht es den Lesern, an einem Prozess der Sozialisierung des Lesens teilzunehmen. Der Meinungsaustausch ermöglicht es, über kritisches und aktives Lesen zu sprechen, d. h. Leserinnen und Leser können ihre Meinung über ihre Texte äußern.Skulptur von Eduardo Ramírez Villamizar

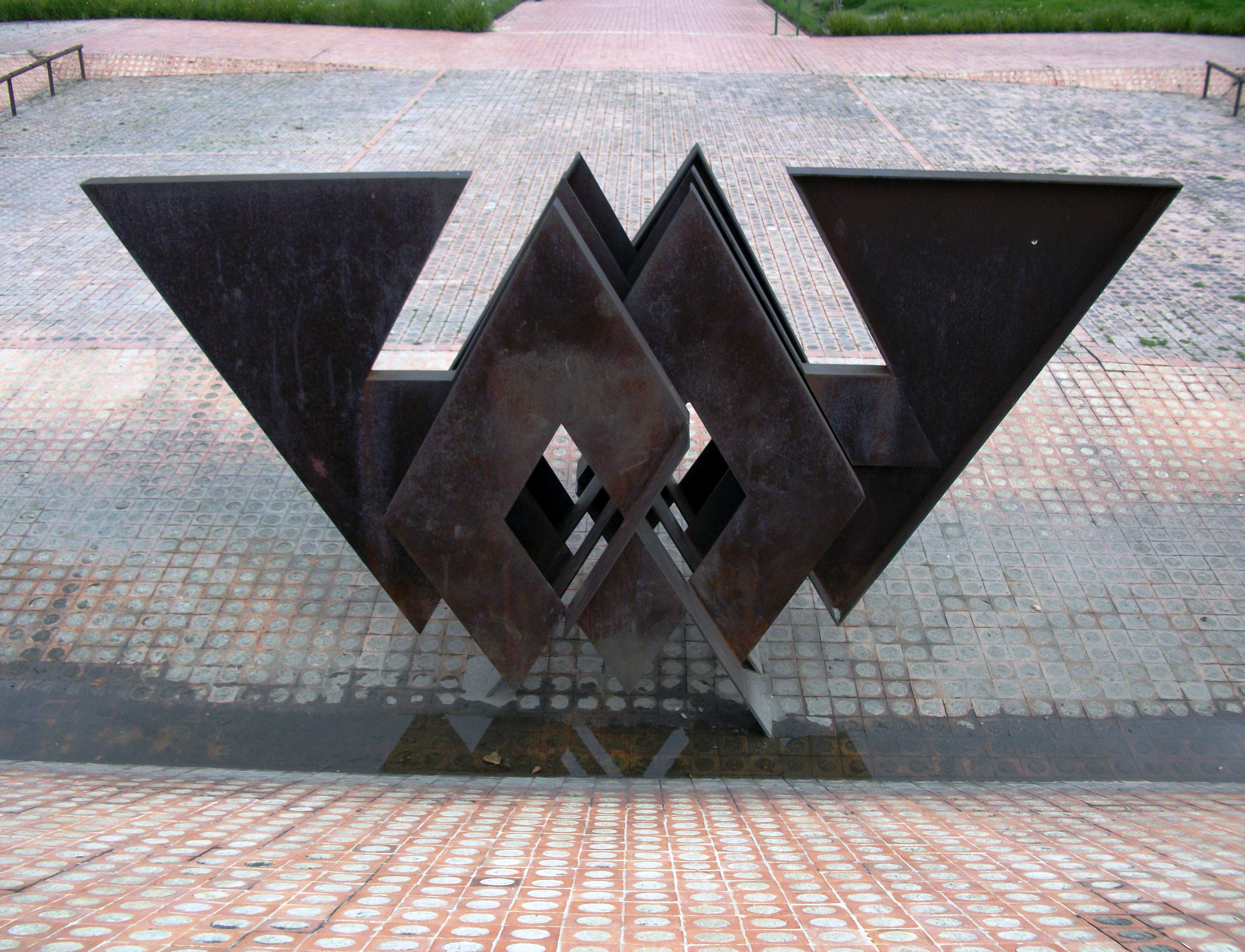
Skulptur von Eduardo Ramírez Villamizar

- Texterstellung: Kreative Schreibwerkstatt, in der die Teilnehmer eigene Texte verfassen, basierend auf der Analyse von Werken berühmter Autoren und den grundlegenden Techniken, die für das Schreiben notwendig sind.
- Literarisches Schaffen: Workshops zum literarischen Schaffen, in dem es darum geht, einen Raum für kritische Reflexion über Literatur zu schaffen, mit dem Ziel, eine qualitativ hochwertige literarische Produktion durch die Teilnehmer zu erreichen.
- Schreiben für die Informationsnutzung: Praktische Workshops zur Erstellung von Zusammenfassungen, Rezensionen und bibliografischen Hinweisen.
- Jugendliche und Literatur: Jugendliche und Literatur: Leseförderungsprogramm, bei dem junge Menschen durch die Auseinandersetzung mit literarischen Werken, Musik, Bildern und offenen Gesprächen einen Zugang zu kreativen Lese- und Schreibpraktiken finden.
- Lesen für die ganze Familie: Ein Lesebereich für die ganze Familie, in dem Aktivitäten und Lektüre empfohlen werden, um das Lesen zu Hause zu fördern. Hier können Eltern und Kinder gemeinsam die beste Auswahl an Büchern genießen und teilen.

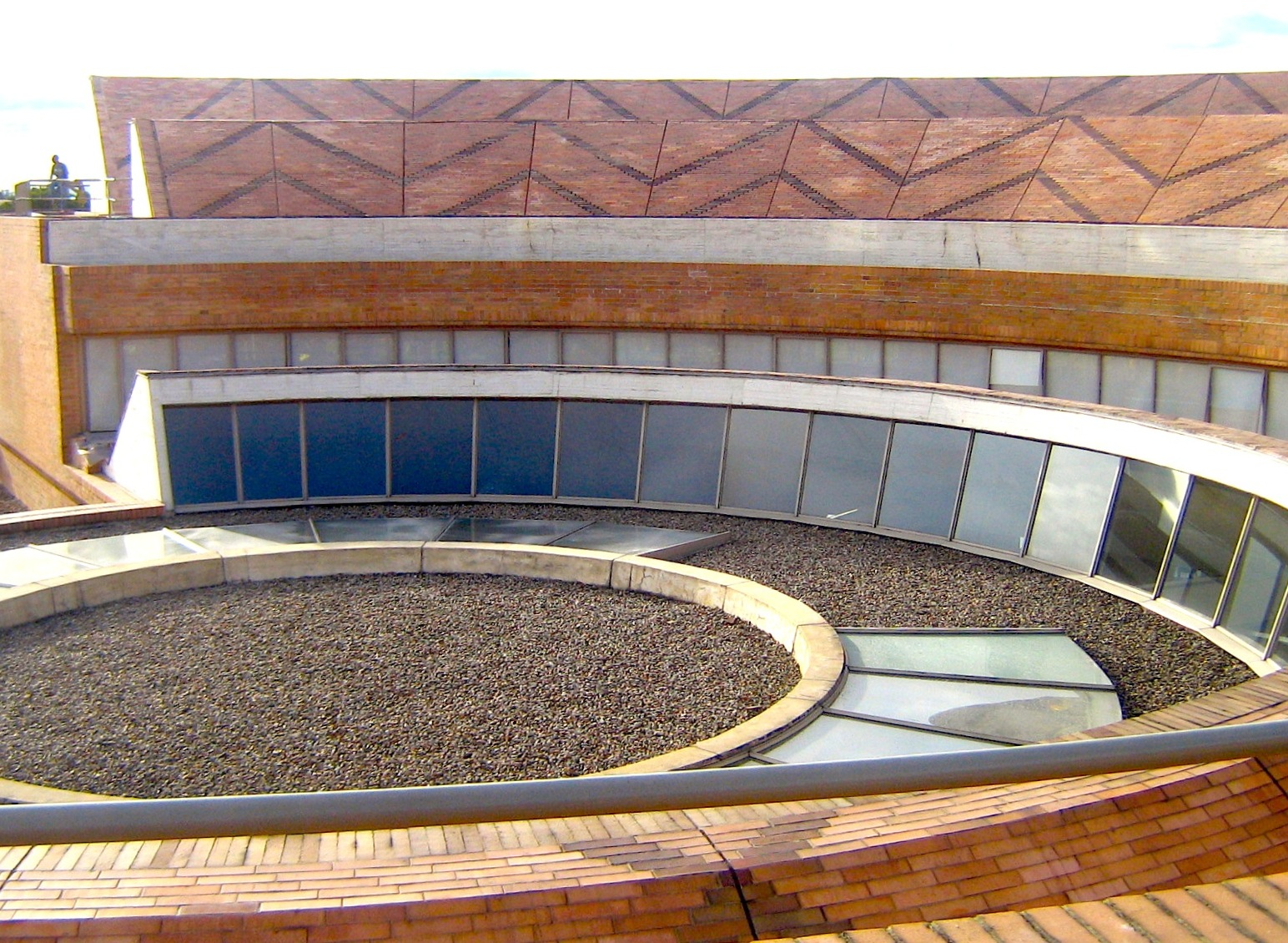
Bibliotheksdach

- BibliotheksdachGroßelternecke: Ein Raum, der sich an ältere Menschen richtet und ihre Bedürfnisse nach Information, Lesen, kreativer Entfaltung und Freizeitgestaltung unterstützt.

### Ambulante Bibliotheksprogramme
- Lesen im Krankenhaus: Eine Leseaktivität, die darauf abzielt, Kindern, Jugendlichen und Erwachsenen im Krankenhaus einen Raum für den Austausch verschiedener Kulturen zu bieten. Das Lesen dort ist ein menschenfreundliches Element, das versucht, Leiden oder Invalidität entgegenzuwirken.
- Lesen ohne Hindernisse: Die Leseförderung für männliche und weibliche Insassen von Gefängnissen und Strafvollzugsanstalten trägt zur Resozialisierung der Insassen durch Programme bei, die es ihnen ermöglichen, das Lesen als positiven Einfluss zu begreifen, um ihr kulturelles und intellektuelles Niveau zu erhöhen und sie auf ihre Eingliederung in die Gesellschaft vorzubereiten.
- Begegnung mit Wörtern: Leseförderungsmaßnahmen für Kinder, Jugendliche und Erwachsene, die sich vorübergehend oder dauerhaft in einer prekären Situation befinden.